# Jakobiner (kolibri)
Jakobiner (Florisuga) är ett litet släkte med fåglar i familjen kolibrier som återfinns i Latinamerika. Släktet omfattar endast två arter:
- Halsbandsjakobin (F. mellivora)
- Svart jakobin (F. fusca)